# はらがたわ峠
はらがたわ峠（はらがたわとうげ）は、大阪府豊能郡能勢町にある山辺地区と天王地区を結ぶ峠である。

## 概要
旧能勢街道（国道173号線旧道）が通る峠。道路沿いに山辺川が流れている。
周辺にはキャンプ場や山辺川砂防堰堤が存在し、途中の砂防ダム付近では2000年以降に道路の付け替えが実施された。
1990年までに国道173号線が付け替えられたの伴い利用者は減少し、特に峠南側の九十九折区間は廃道に近い状況になっている。一方、峠北側にはカフェがあり交通量は少なくない。

## 地名
「たわ（嵶／垰／乢）」は中国地方で峠の意味で用いられる語である。